# Оleg Goltvyansky
Оleg Goltvyansky, em ucraniano:  Олег Голтвянський (Carcóvia, 8 de setembro de 1980) é um político e militar ucraniano, ex-líder do partido nacionalista União Nacional Ucraniana. Um dos organizadores da revolução Euromaidan entre 2013 e 2014. Participou da Guerra em Donbas e Guerra russo-ucraniana em 2022. Comandante do Batalhão «Pechersk». Também conhecido pelo pseudônimo «Caesar Liubotynsky» (do nome da cidade Liubotyn na região de Carcóvia).

## Biografia
Ele nasceu em 8 de setembro de 1980 na cidade de Carcóvia, na República Socialista Soviética da Ucrânia da URSS. Antes da revolução, ele era empresário e morava em Kiev. Conhecido por sua posição anticomunista e anti-russa (russofóbica). Em 2006, ele foi eleito deputado na região de Poltava. De 2009 a 2012, chefiou a organização nacionalista ucraniana, a União Nacional Ucraniana. Em 2012, ele foi preso pelo regime do presidente pró-russo Viktor Ianukovytch. Em 2013, ele foi libertado da prisão e anunciou a criação da União Nacional Ucraniana. A tarefa do partido era derrubar o regime do presidente Yanukovych e lutar contra a Rússia. Juntamente com o líder do partido «Bratstvo» Dmitry Korchinsky, ele foi o criador do conceito de «Autonomia da russa» para a divisão da Rússia em muitos pequenos estados no modelo do colapso da URSS.
Ele foi o organizador da revolução - Euromaidan para derrubar o regime de Yanukovych e a adesão da Ucrânia à União Europeia. A partir de abril de 2014, como espião e oficial de contra-inteligência, participou da guerra russo-ucraniana em Donbas. Em junho de 2014, ele organizou a formação do Batalhão de Voluntários de Pechersk às suas próprias custas. Ele participou dos combates na região de Lugansk. Em 2015, ele foi preso por suspeita de tramar um golpe e atentar contra o comandante do Batalhão de Azov, o coronel de polícia Andriy Biletsky e o ministro do Interior Arsen Avakov. Ele foi libertado da prisão graças à intervenção do chefe do Serviço de Segurança da Ucrânia Vasyl Hrytsak, generais e coronéis autorizados do exército e serviços secretos ucranianos. Dirigiu o «Centro de Pesquisas Geopolíticas e Estudos de Conflitos Modernos» e, no outono de 2015, foi eleito deputado da cidade de Liubotyn pela «União Ucraniana dos Patriotas - partido UKROP». De 2016 a 2020, ele serviu nas Forças de Operações Especiais da Ucrânia. Ele começou no grupo de reconhecimento e sabotagem das forças especiais. Ele se tornou o comandante da empresa de contra-sabotagem. Ele é um dos autores do conceito de «Movimento de Resistência». Em março de 2020, foi candidato à Deputado do Povo Ucraniano em 179 círculos eleitorais. Retirou sua candidatura devido ao perigo do surgimento de eleitores do COVID-19 durante a campanha eleitoral. Em 2022, ele se tornou o comandante da companhia de reconhecimento dos Infantaria Naval Ucraniana. Na primavera de 2022, junto com o sargento Alexander Gritsenya e o marinheiro Sergei Sorokin, ele defendeu a posição de Tartuga (posto 27) por dois meses. No final de 2022, foi enviado para Odessa, onde comanda uma empresa de defesa aérea.

## Filmes e TV
Oleg Goltvyansky estrelou com Oleh Tyahnybok (Partido da Svoboda), Andrei Biletsky (Partido do Corpo Nacional) e outros líderes de partidos nacionalistas no filme de Yuri Gorsky "Ucrânia. Maidan. Vitória". Ele é consultor do programa "Frente Secreta" da emissora de televisão ICTV.

## Educação e livros
Ele é bacharel em direito e é engenheiro de energia.
É autor de livros científicos sobre história do Estado e direito, construção e energia, bem como assuntos militares.

### Obras
- О. Goltvyansky, А. Oglobla, А. Sizov: Вентиляция зданий. Проектирование и определения характеристик систем вентиляции жилых домов (uk, en) // Киев, 2015.
- О. Goltvyansky, А. Oglobla, А. Sizov: Вентиляция зданий. Расчетные методы определения расходов воздуха на вентиляцию зданий с учетом инфильтрации (uk, en) // Kiev, 2015.
- О. Goltvyansky. Східні традиції державотворення // Становлення Нікейської держави / — Kiev, 2020. 421-426. — ISBN 978-617-7502-44-8.
- О. Goltvyansky. Теорія та практика сучасної юриспруденції // Реформа та політичний процес / Carcóvia, 2020. 36-38.
- О. Goltvyansky., R. Kobanec. Націреальна спецслужба в українському державотворенні // До питання про особливості розвитку сектору безпеки США в умовах нових глобальних викликів. — Kiev, 2021. 280-286. — ISBN 978-617-7502-02-8.
- О. Goltvyansky. Актуальні проблеми, пріоритетні напрямки та стратегії розвитку України // Українська енергетика. Реалії та перспективи / Kiev: ІТТА, 2022. 124-126.
- О. Goltvyansky Розвиток науки в умовах воєнного стану // Енергетика України в умовах війни та післявоєнного стану. — Kiev, 2022. 124-126.
- О. Goltvyansky Літні нукові читання // Культура Нікейської імперії. — Rivne, 2022. — Т. XCI. 136-144.